# Prebberede
Prebberede ist eine Gemeinde im Landkreis Rostock in Mecklenburg-Vorpommern (Deutschland). Die Gemeinde wird vom Amt Mecklenburgische Schweiz mit Sitz in der nicht amtsangehörigen Stadt Teterow verwaltet.

## Geografie
Die Gemeinde Prebberede zwischen Mecklenburgischer Schweiz und Recknitztal liegt in einem hügeligen Gebiet, das nahe Neu Heinde 65 m ü. NN erreicht.
Umgeben wird Prebberede von den Nachbargemeinden Walkendorf im Nordosten, Groß Wüstenfelde im Osten, Warnkenhagen im Süden, Laage im Westen sowie Wardow im Nordwesten.

### Ortsteile
Zu Prebberede gehören die Ortsteile Belitz, Grieve, Groß Bützin, Rabenhorst, Rensow und Schwiessel sowie Neu Heinde.

## Geschichte
Prebberede wurde 1228 als Priberaze erstmals urkundlich erwähnt, als Herzog Wartislaw III. von Pommern in Demmin das Dorf Prebberede der Kirche zu Polchow verlieh. 1296 und 1311 verkauften der Ritter Johann von Büren und die Knappen Dietrich und Hermann von Büren den Bauern in Prebberede den Acker, die Mühle, eine Hölzung und das Torfmoor.
Das Gut war von 1395 bis 1945 im Besitz der Familie von Bassewitz. Von 1772 bis 1778 wurde vom Baumeister Sidon aus Güstrow für Carl Friedrich Graf von Bassewitz ein Herrenhaus – das heutige Schloss Prebberede – samt Marstallgebäuden errichtet. Der ehemalige Barockpark wurde 1800 zu einem Landschaftspark umgestaltet. 1862 entstand im Park die neugotische Kapelle als Familiengruft.
Mitte des 17. Jahrhunderts wurde ein herrschaftlicher Meierhof im Dorf gebaut.
Belitz: Die Kirche ist eine frühgotische Backsteinbasilika, die wahrscheinlich vor 1314 entstand. 1788 wurde das Gutshaus gebaut.
Neu Heinde entstand 1810 aus den Orten Klein Bützin, Neu Krug und dem Gut Neu Heinde. Das Gutshaus ist heute in Privatbesitz.
Rensow hat seinen Ursprung in einer alten Befestigungsanlage von um 800 (?). Die alten Wallgräben im Süden und Westen wurden in den 1970er Jahren zugeschüttet. Das Gut war u. a. im Besitz der Familie Brützekow (vor 1445), von Bülow und von Lowtzow (1609–1945). Es war danach eine LPG und ist heute eine GmbH. Das Gutshaus, auf älteren mittelalterlichen Gewölbekellern, stammt von um 1685. Die beiden Flügel wurden um 1750 verlängert und um 1850 umgebaut. Eine Sanierung wird seit 2003 betrieben. Rensow war seit 1896 im Güterverkehr von der Schmalspurbahn Tessin erschlossen. Die Strecke wurde 1914 bis Prebberede verlängert und bestand noch in den 1950er Jahren.
Schwiessel: Schloss im Tudorstil von 1864. Das barocke Gutsverwalterhaus von 1735 dient als Café und Pension.

### Eingemeindungen
Belitz und Rensow gehören seit dem 1. Juli 1950 zu Prebberede. Die 1810 aus drei kleinen Orten gebildete Gemeinde Neu Heinde wurde am 13. Juni 2004 eingegliedert.

## Sehenswürdigkeiten
- Schloss Prebberede von 1778 nach Plänen des Güstrower Baumeisters Sidon für Carl Friedrich Graf von Bassewitz mit klassizistischer Fassade und innerer Rokoko- bzw. Barockausgestaltung; heute Ferienanlage.
- Zwei Marställe von Gut Prebberede von um 1778
- Gutspark Prebberede von ab 1800
- Grabkapelle von Gut Prebberede von 1862
- Herrenhaus Rensow von 1690 auf einer ehemaligen wendischen Festungsanlage
- Herrenhaus Schwiessel von 1735 im Ortsteil Schwiessel
- Herrenhaus Belitz von 1906; Drehort für die im Herbst 2004 bzw. 2005 im Ersten ausgestrahlten Living-History-Dokumentationen Abenteuer 1900 – Leben im Gutshaus und Abenteuer 1927 – Sommerfrische.
- Ehemaliges Herrenhaus sowie eine Straußenfarm in Neu Heinde
- Dorfkirche Belitz, mittelalterliche Dorfkirche; neugotischer Umbau von 1888. Historische Kersten-Orgel aus dem Jahr 1784, verändert 1859 durch Orgelbau Winzer.[7]
- Friedhof Belitz mit Grabstätten für den Agrarreformer Johann Heinrich von Thünen, der Organist Franz Hermann Müschen begraben sowie der Grablege der Familie Bassewitz und ein Mahnmal für einen Wehrmachtsdeserteur, der im Mai 1945 erschossen wurde.

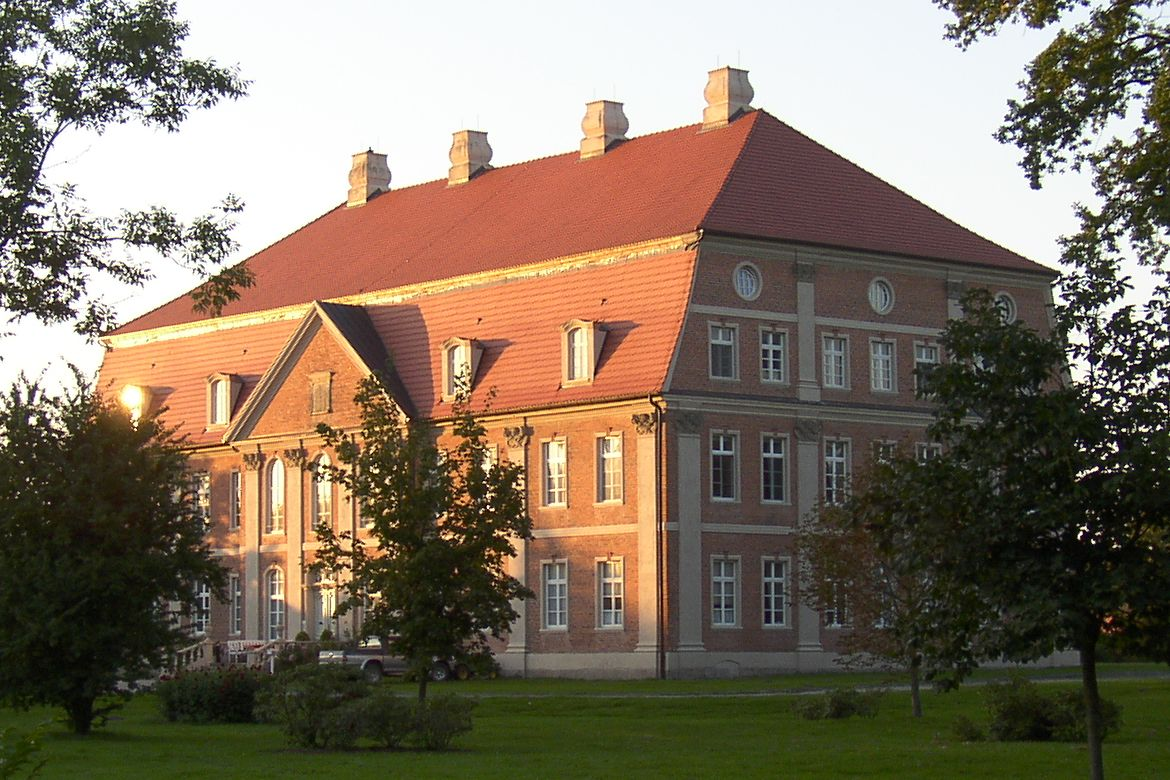
Barockschloss in Prebberede
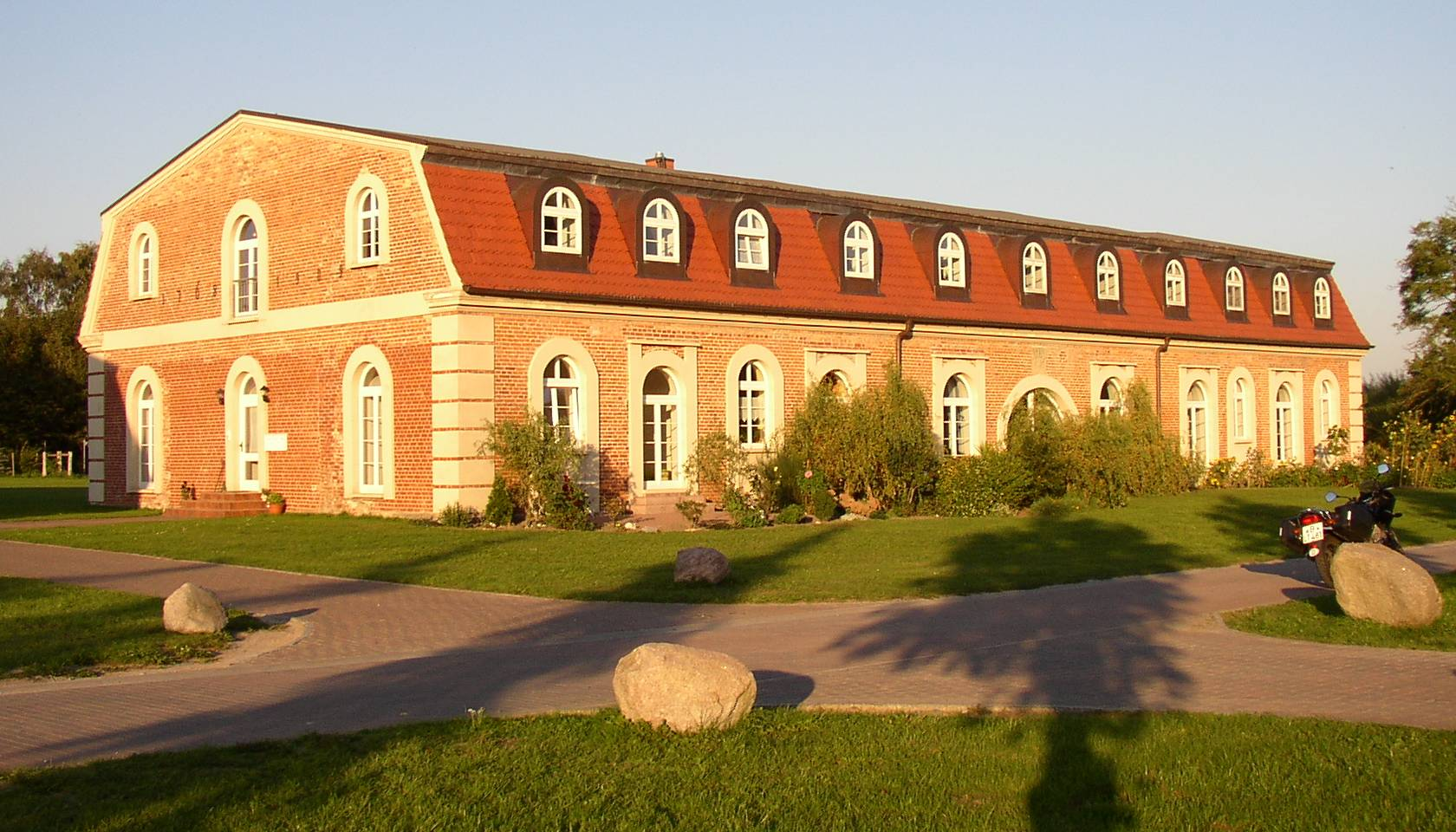
Marstall in Prebberede
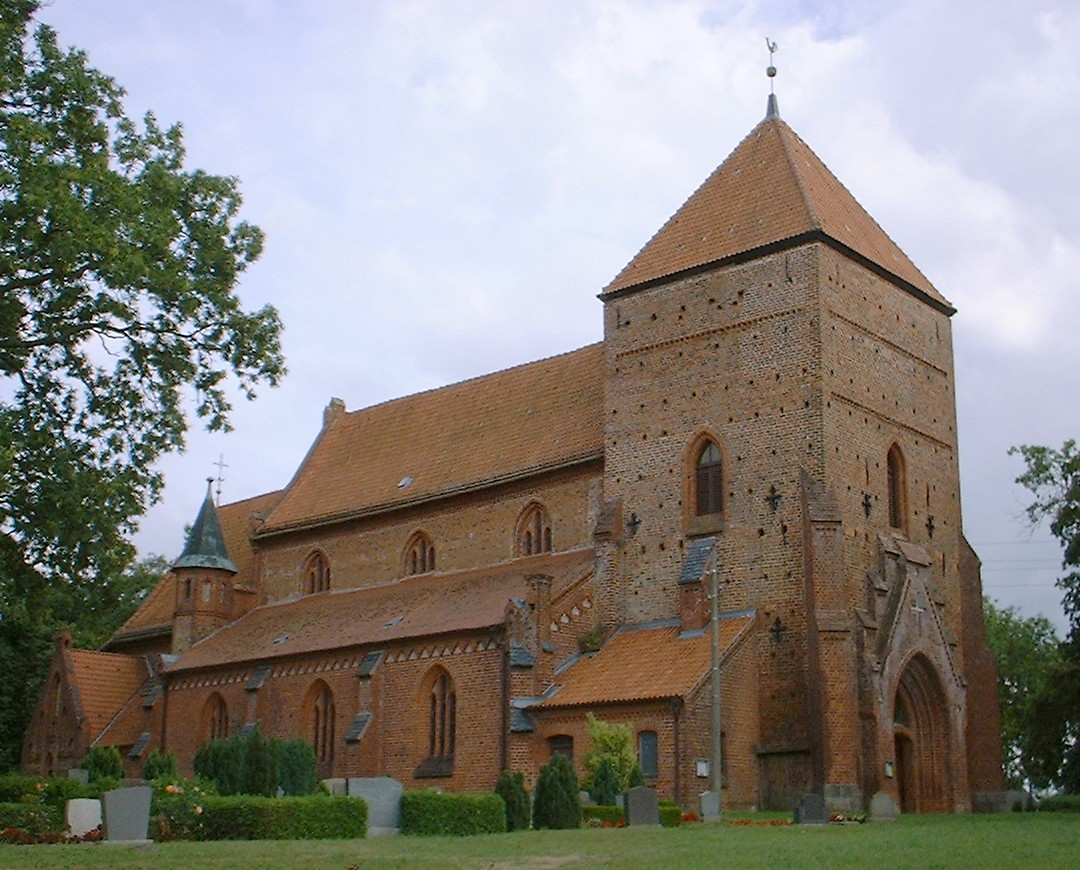
Dorfkirche in Belitz
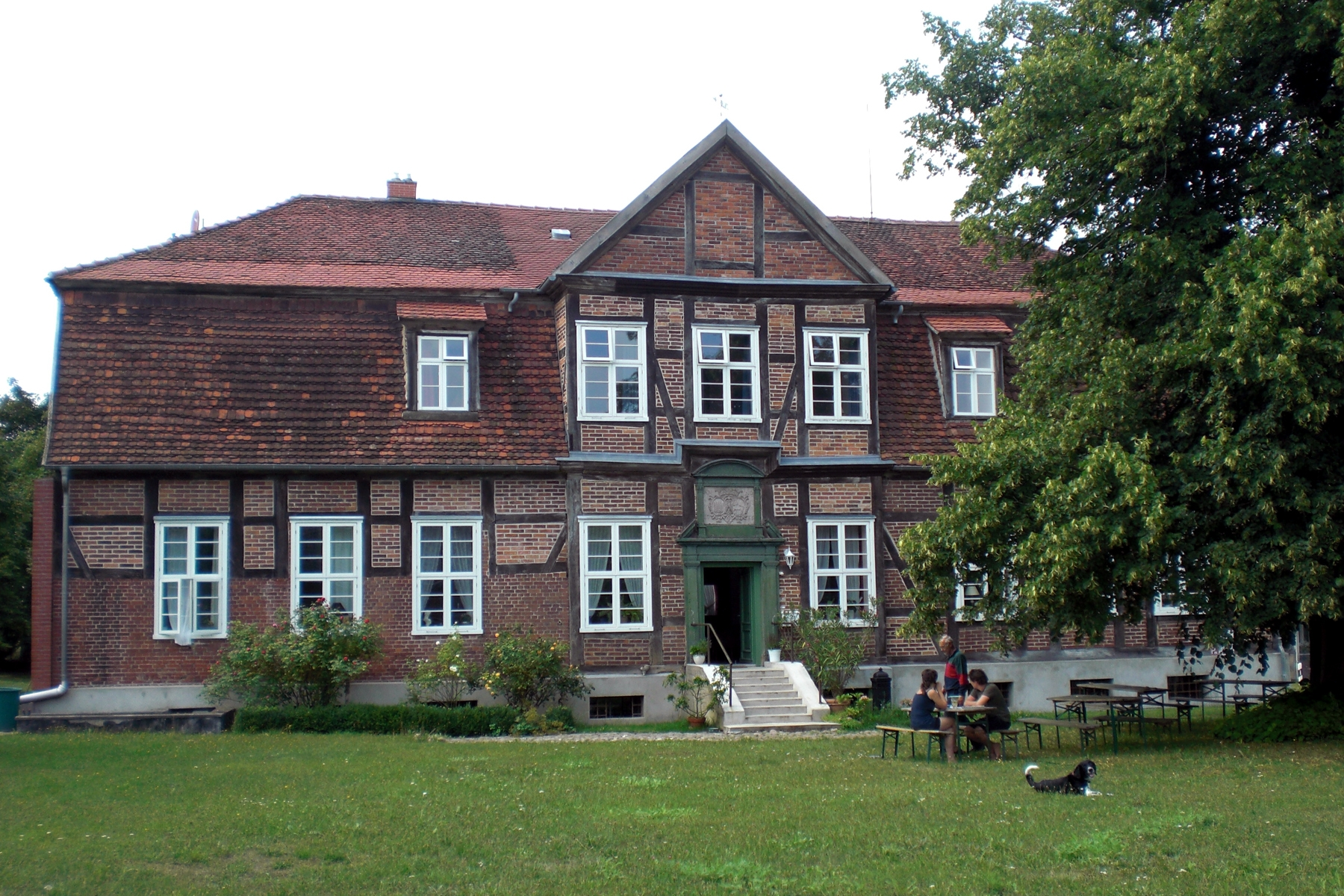
Herrenhaus Schwiessel

## Verkehrsanbindung
Prebberede liegt verkehrsgünstig zwischen den Städten Güstrow, Laage, Teterow und Gnoien. In alle Städte führen Verbindungsstraßen (u. a. B 108 von Teterow nach Rostock). In Richtung Güstrow befindet sich die Autobahn-Anschlussstelle Glasewitz (A 19). Von der nahen Stadt Laage besteht Bahnanschluss nach Rostock und Berlin. Laage ist auch Standort des Rostocker Flughafens.

## Persönlichkeiten

### Söhne und Töchter der Gemeinde
- Henning Friedrich von Bassewitz (1680–1749), Kaiserlich Römisch-Deutscher sowie Russischer Geheimer Rat, Herzoglich Holstein-Gottorpscher Präsident des Geheimen Rates, Oberhofmeister und Dobbertiner Klosterhauptmann
- Philipp Friedrich Hane (1696–1774), evangelischer Theologe und Kirchenhistoriker; geboren in Belitz
- Joachim Otto Adolph von Bassewitz (1717–1791), dänischer Politiker und Lübecker Domdechant
- Carl Friedrich von Bassewitz (1720–1783), Präsident des Geheimen Rates von Mecklenburg-Schwerin
- Hans Christoph Diederich Victor von Levetzow (1754–1829), geboren in Schwiessel, Amtmann in Husum, Administrator der Grafschaft Rantzau
- Adolph Christian Ulrich von Bassewitz (1787–1841), Domherr zu Lübeck

### Mit der Gemeinde verbunden
- Werner von Kieckebusch (1887–1975), Landwirt, Historiker, Genealoge, Tagebuchautor